# Brandon (Wisconsin)
Brandon é uma vila localizada no estado norte-americano de Wisconsin, no Condado de Fond du Lac.

## Demografia
Segundo o censo norte-americano de 2000, a sua população era de 912 habitantes. 
Em 2006, foi estimada uma população de 884, um decréscimo de 28 (-3.1%).

## Geografia
De acordo com o United States Census Bureau tem uma área de 
2,0 km², dos quais 2,0 km² cobertos por terra e 0,0 km² cobertos por água. Brandon localiza-se a aproximadamente 290 m acima do nível do mar.

## Localidades na vizinhança
O diagrama seguinte representa as localidades num raio de 20 km ao redor de Brandon. 